# Evangelie volgens Marcus
Het Evangelie volgens Marcus (vaak kortweg Marcus of Markus genoemd) is het oudste evangelie in het Nieuwe Testament van de christelijke Bijbel. Zoals alle teksten in het Nieuwe Testament werd ook Marcus in eenvoudig Grieks geschreven, mogelijk om verspreiding te vereenvoudigen. Met zijn 16 hoofdstukken die samen ongeveer 11.250 woorden bevatten is het ook het kortste van de vier evangeliën. Het is een van de drie synoptische evangeliën en werd geschreven in het Koinè-Grieks. In de standaardvolgorde van Bijbelboeken is Marcus het tweede boek van het Nieuwe Testament.
Marcus is de belangrijkste bron voor biografische gegevens over de historische Jezus. Als oudste evangelie staat het het dichtst bij de beschreven periode. De evangeliën Matteüs en Lucas gebruiken veel materiaal uit Marcus (het synoptische vraagstuk) en vullen dit aan met meer 'spectaculair' materiaal. Johannes is aanzienlijk jonger en al bijna een theologische doorwerking. 

## Auteur
Het Marcusevangelie is - zoals veel geschriften uit de joodse en vroegchristelijke literatuur - oorspronkelijk anoniem overgeleverd. Het opschrift "Evangelie volgens Marcus" werd pas later toegevoegd. Misschien waren de betrokken auteurs meer bezig met doctrine of traditie dan met hun eigen roem als schrijver en bleven ze daarom liever onbekend. Het is typerend voor oude teksten dat de auteur of auteurs vaak niet meer duidelijk kunnen worden geïdentificeerd.

### Traditie

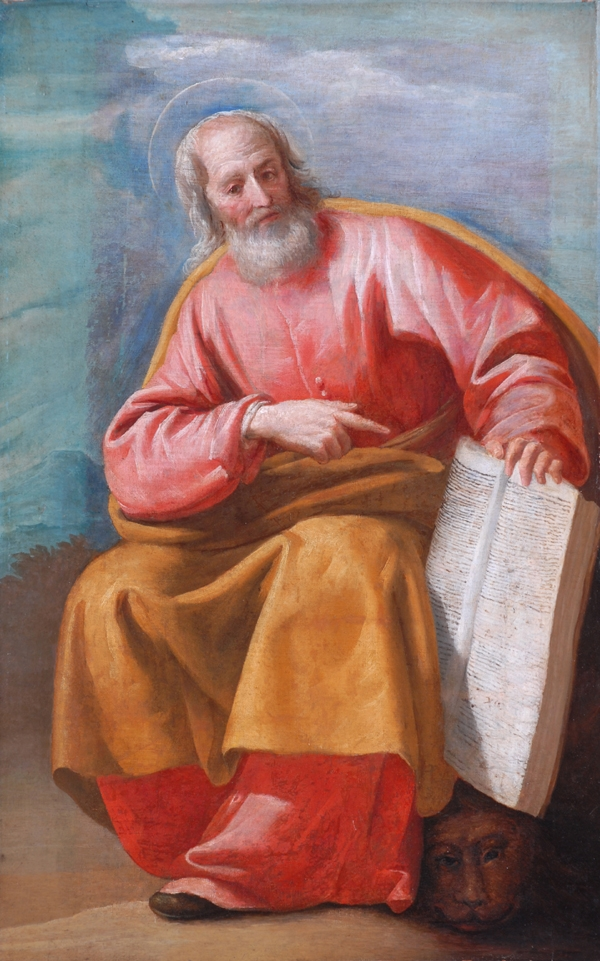
De evangelist Marcus. Jusepe Leonardo (1630).

Volgens Eusebius schreef Papias, bisschop van Hiërapolis in het begin van de 2e eeuw, het werk toe aan ene 'Marcus'. Deze werd op zijn beurt geïdentificeerd met diverse personen in het Nieuwe Testament, zoals Johannes Marcus en de man die water bracht naar het huis waar het Laatste Avondmaal plaatsvond (Marcus 14:13) en/of de jongeman die kwam kijken naar Jezus' arrestatie (Marcus 14:51-52). Omdat al deze identificaties speculatief zijn, wordt - als het gaat om deze Marcus - daarom vaak gesproken over de evangelist Marcus.

### Wetenschappelijke consensus
De consensus onder Bijbelwetenschappers is dat de auteur een onbekende christen was, die mogelijk Marcus heette. In elk geval was de auteur van het Marcusevangelie zelf geen ooggetuige van de verhaalde gebeurtenissen, maar baseerde hij zich op overlevering en andere reeds bestaande bronnen, perikopen, zoals verhalen over conflicten (Marcus 2:1–3:6), apocalyptische bronnen (Marcus 13:1–37) en verzamelingen uitspraken. Hieraan voegde Marcus andere gegevens uit de Jezustraditie toe. Aan het geheel gaf hij een sterke literair-theologische structuur mee, mogelijk naar voorbeeld van de antieke Grieks-Romeinse biografie.
Vanuit het oogpunt van historisch-kritisch onderzoek blijft onduidelijk of de evangelist een niet-joodse christen kan zijn geweest of een joodse christen uit de regio van Palestina, zoals zou worden aangenomen in het geval van Johannes Marcus en een metgezel van Paulus en Petrus. Aan de ene kant wordt zijn Grieks zonder Semitische taalinvloeden gezien als een indicatie van een hellenistische of Romeinse achtergrond, aan de andere kant wordt erop gewezen dat hij tal van Aramese uitdrukkingen correct vertaalde (bijvoorbeeld Effata in 7:34) en daarom waarschijnlijk Aramees kon spreken. Daar staat tegenover dat de auteur geen goede kennis had van joodse gebruiken. Zo spreekt Marcus 7:3,4 over ritueel wassen dat "door de farizeeën en alle Joden" zou worden gedaan, terwijl dit uitsluitend door de farizeeën werd gedaan. Ook maakt de auteur geografische foutjes, zoals in 7:31: "Hij vertrok weer uit de omgeving van Tyrus en ging via Sidon naar het Meer van Galilea, dwars door het gebied van Dekapolis". Aangezien Sidon zo'n veertig kilometer ten noorden van Tyrus en Galilea ligt, is dat wel een heel grote omweg. Voorstanders van de veronderstelling dat Marcus een heidense christen was, wijzen ook op zijn herhaalde kritiek op het jodendom en zijn positieve houding ten opzichte van de Romeinse autoriteiten; anderen betwijfelen daarentegen of een voormalige heiden zo vroeg in de christelijke geschiedenis zo'n grote invloed kan hebben gehad.
Alles bij elkaar genomen suggereren deze overwegingen dat de evangelist niet identiek kan zijn aan Johannes Marcus uit Handelingen. Over de identiteit van de auteur is geen overeenstemming bereikt op basis van historisch-kritisch onderzoek.

## Plaats van ontstaan
Sinds de tijd van Clemens van Alexandrië hebben theologen aangenomen dat het evangelie in Rome geschreven is, hoewel ook Antiochië als mogelijke plaats wordt genoemd. Het evangelie veronderstelt dat Alexander en Rufus, de zonen van Simon van Cyrene die Christus’ kruis droeg, bij de lezers bekend waren (Marcus 15:21). In de gemeente te Rome was een Rufus aanwezig (Romeinen 16:13) en als dat dezelfde is, is er een extra argument voor Rome als plaats van herkomst. Als deze Simon dezelfde is als in Handelingen 13:1 pleit dit voor Antiochië.

## Datering
Het Marcusevangelie wordt door vrijwel alle Bijbelwetenschappers gedateerd tussen 66 en 73. Deze tijdsvork heeft te maken met de Joodse Oorlog, waarvan Marcus weet lijkt te hebben. Zijn weergave van de voorspellingen door Jezus over de eindtijd in hoofdstuk 13, waarin Marcus de vernietiging van de Tweede Tempel en de onrust daaromheen becommentarieert, is voor veel exegeten een argument dat het evangelie vlak voor, in of kort na 70 is opgesteld. Omdat Ireneüs meldt dat Marcus het evangelie schreef na Petrus' dood is het, ook wanneer we vasthouden aan Marcus (de tolk van Petrus, al dan niet dezelfde persoon als Johannes Marcus) als auteur, mogelijk om het jaar 65 als vroegste datum aan te houden.
Voor aanhangers van de tweebronnentheorie speelt de datering van Matteüs en Lucas een rol in hun datering van Marcus, aangezien deze theorie stelt dat zij zich allebei, onafhankelijk van elkaar, hebben gebaseerd op Marcus. Marcus moet dan dus de oudste van de drie zijn.
De lijdensgeschiedenis en de begrafenis zijn mogelijk een traditie van nog oudere datum. Een aanwijzing hiervoor is dat de naam van de hogepriester in tegenstelling tot de andere evangeliën nergens genoemd wordt, wat erop wijst dat deze traditie nog tijdens de ambtsperiode (18–37) van Kajafas werd opgesteld.

## Doelgroep
Joodse namen, Aramese uitdrukkingen en Joodse gebruiken worden in dit evangelie altijd verklaard (zij het niet altijd helemaal correct), wat op een (voornamelijk) niet-Joodse doelgroep wijst. Ook bevat dit evangelie minder verwijzingen naar en citaten uit het Oude Testament dan bijvoorbeeld Matteüs. Deze referenties zouden voor Joden juist van belang zijn geweest.
Het gebruik van een aantal Latijnse woorden (dat niet in de andere evangeliën voorkomt) wijst op een doelgroep en/of omgeving van de schrijver met sterk Romeinse trekken. Dit stemt overeen met verklaringen van oude kerkvaders, dat Marcus zijn evangelie in Rome voor de christenen uit de heidenen schreef. Ook worden plaatsen als Antiochië in Syrië of Egypte geopperd.
Het evangelie was waarschijnlijk bedoeld om voorgelezen te worden. Dit zou ook een aantal typische eigenschappen van de tekst kunnen verklaren, zoals het gebruik van herhalingen.

## Handschriften
Het oudste handschrift van de tekst is Papyrus 137 (ca. 150-250), op de voet gevolgd door Papyrus 45 (ca. 250). Andere belangrijke handschriften zijn Papyrus 84, Papyrus 88 en de grote Codices. Het belangrijkste tekstkritische probleem is hoofdstuk 16 vanaf vers 8, het slot (zie hieronder).

## Relatie met andere synoptische evangeliën

De tweebronnentheorie, die door de meeste wetenschappers wordt geaccepteerd

Van de 662 verzen in het evangelie heeft Marcus er 406 gemeen met zowel Matteüs als Lucas, en nog eens 145 met Matteüs alleen, en 60 met Lucas alleen; slechts 51 verzen komen dus alleen in Marcus voor. De relatie tussen de synoptische evangeliën (Marcus, Matteüs en Lucas) wordt het synoptische vraagstuk genoemd. Veel exegeten nemen aan dat het Marcus-evangelie het oudste van de drie evangeliën is. Aanhangers van de tweebronnenhypothese nemen aan dat zowel Matteüs als Lucas onafhankelijk van elkaar de beschikking hebben gehad over Marcus en een andere geschreven bron (bron Q genoemd), en dat zij hun tekst op deze twee bronnen gebaseerd hebben. Het is mogelijk dat zij daarbij over een oudere versie van Marcus beschikten dan die wij kennen. Het gebruik van deze oudere versie, een oer-Marcus, zou dan een aantal verschillen tussen de Marcus die wij kennen enerzijds en Matteüs en Lucas anderzijds kunnen verklaren.

## Structuur
De proloog van Marcus opent met de doop en het bevestigen van de volwassen Jezus in het openbare ambt van verkondiger van het naderende koninkrijk van God (Marcus 1:1-15). Hierna volgt een geografische driedeling:
- Galilea (Marcus 1:16-8:27)
- "Weg" van de oorsprong bij de Jordaan naar Jeruzalem (Marcus 8:27-10:52)
- Passie in Jeruzalem (Marcus 11:1-15:47) - dit deel wordt soms onderverdeeld in Jezus' werken in Jeruzalem (11:1-13:37) en de Passie (14:1-15:47)

De epiloog beschrijft de grafgeschiedenis (Marcus 16:1-8). Marcus 16:9-20 is vrijwel zeker een latere toevoeging.
Uit deze driedeling kunnen ook theologische zwaartepunten worden afgeleid:
- In Galilea overwegen de heilsverkondigingen en genezingen.
- Op de "weg" vindt hoofdzakelijk onderwijs plaats aan de leerlingen en het meereizende volk.[12]
- In Jeruzalem overheersen afwijzing en hartstocht.

De handelingen in Marcus kunnen worden geplaatst in twee grote bogen. Deze bogen worden gemarkeerd door hemelse stemmen. Aan het begin en in het midden van de handelingen verkondigt een hemelse stem Jezus als Zoon van God (Marcus 1:11; 9:7). Aan het slot verkondigt de engel "Jezus, de man uit Nazaret" als gekruisigd en opgewekt (Marcus 16:6).

### Einde
De laatste twaalf verzen van het laatste hoofdstuk (16:9-20), die de verschijningen van de opgestane Jezus beschrijven, komen niet voor in de oudste manuscripten. Jongere manuscripten hebben wel een slot, maar hier zijn een lange en een korte versie van, en sommige handschriften hebben zelfs beide versies. Voor beide afsluitingen is er slechts bewijs in de jongere handschriften. Het zijn latere toevoegingen die ontstaan zijn uit onvrede met het abrupte slot van Marcus. Dit blijkt bovendien uit inhoudelijke en stilistische verschillen met de rest van het evangelie. De vraag is of Marcus oorspronkelijk afsloot bij 16:1-8 (passage over het lege graf) of dat het originele slot van het evangelie verloren is gegaan.
Het feit dat er vermoedelijk in het oorspronkelijke evangelie van Marcus niets wordt geschreven over verschijningen van Jezus na zijn opstanding, is bij het toepassen van de historisch-kritische methode een indicatie dat er een zekere evolutie was in de voorstelling van de opstanding van Jezus. Uitgewerkte verschijningsverhalen, zoals die in de latere evangeliën te vinden zijn, zouden geen deel hebben uitgemaakt van de vroegste tradities (wel verschijningsberichten, zie 1 Korintiërs 15). Sommige Bijbelwetenschappers menen dat dit ook opgaat voor het verhaal over het lege graf, dat Paulus immers nergens expliciet noemt.

## Kenmerken

### Beeld van Jezus
Een van de belangrijkste kenmerken van Marcus is dat in zijn verhalen, in afwijking met de andere evangeliën, Jezus huiverig is zichzelf als messias bekend te maken (zie bijvoorbeeld Marcus 1:44; 3:12). Hij noemde zichzelf 'Mensenzoon' en hoewel hij Petrus' verklaring dat hij de messias was stilzwijgend erkende, "verbood [hij] hun op strenge toon om met iemand hierover te spreken" (Marcus 8:27-30). Dit wordt ook wel het ‘Messiaans geheim’ genoemd, een naam die in 1901 door William Wrede werd geïntroduceerd. Over het waarom van deze geheimhouding zijn verschillende theorieën opgesteld.
Marcus geeft een sterk menselijk beeld van Jezus, een mens met emoties en gevoelens. Hij wordt boos en bedroefd (3:5), heeft honger (11:12), slaapt wanneer hij moe is (4:38) en houdt van kinderen (10:16). 
Tegelijk wordt Jezus voorgesteld als iemand met gezag, iemand die spreekt en zich gedraagt zoals dat van een messias, een zoon van God, verwacht mag worden. Zo heeft Jezus de bevoegdheid om zonden te vergeven (Marcus 2:5). Toch blijkt dat vrijwel niemand zich realiseert wie hij is. Dit geldt niet alleen voor de farizeeën en schriftgeleerden, maar ook voor zijn eigen familie (Marcus 3:21) en de leerlingen. De enigen die Jezus wel als zoon van God herkennen zijn de onreine geesten die door Jezus verjaagd worden (bijvoorbeeld Marcus 3:11 en 5:2-13). Pas halverwege het evangelie lijken de leerlingen door te krijgen wie Jezus is, maar dan kunnen ze niet geloven dat Jezus als messias zal moeten lijden.
Een aantal keer kondigt Jezus zijn lijden en sterven aan, en telkens begrijpen de leerlingen het niet (bijvoorbeeld Marcus 8:31-33, 9:30-32, 10:33). De eersten die begrijpen dat Jezus de lijdende messias is, zijn niet zijn leerlingen of familieleden, maar een onbekende vrouw (Marcus 14:6-9) en een Romeinse centurio (Marcus 15:39). Marcus besteedt bijzondere aandacht aan Jezus’ onschuldige dood aan het kruis.

### Stijl
De verhaallijn in Marcus kent grote vaart. De auteur gebruikt bijna veertig keer het woord "onmiddellijk". Marcus gebruikt geregeld herhalingen, zoals drie aankondigingen van het lijden, twee wonderbaarlijke spijzigingen, twee genezingen van blinden en drie samenvattingen van Jezus' activiteiten (Marcus 1:32-34, 3:7-12, 6:56).
Het evangelie bestaat uit een groot aantal korte, losse verhalen. Hoewel dit, met name door vormcritici, wel verklaard werd door de aanname dat Marcus een aantal losse mondelinge tradities samengevoegd heeft, is het ook mogelijk dat deze structuur bedoeld was om de tekst geschikt te maken voor voorlezing. In navolging van Papias’ beschrijving is het evangelie lang beschouwd als een snelle opeenvolging van afzonderlijke scènes. Men zag deze scènes echter als weinig samenhangend: de auteur zou weinig moeite hebben gedaan de gebeurtenissen chronologisch of in ander verband weer te geven. Merk op dat chronologie in de toenmalige geschiedschrijving van ondergeschikt belang was. De door deze verteltechniek ontstane beeldende kracht wordt als kenmerkend voor dit evangelie beschouwd. Met de opkomst van de redactiekritiek sinds de jaren 1950 is men meer aandacht aan de interne structuur van de tekst gaan besteden, zoals de geografische driedeling en het markeren hiervan door hemelse stemmen (zie boven).
Het eind van het evangelie is zo plotseling als het begin: enkele vrouwen treffen het graf waar Jezus zou liggen leeg aan en vluchten geschrokken weg, zonder anderen hierover te vertellen.

### Verschillen met de andere evangelies
Er is geen geslachtsregister van Jezus, zoals bij Matteüs en Lucas. Marcus besteedt ook geen aandacht aan de geboorte en de jonge jaren van Jezus' of aan de gebeurtenissen die aan Jezus' geboorte voorafgingen. Direct in het eerste hoofdstuk komen onder andere Jezus' doop door Johannes de Doper, de verzoekingen in de woestijn, de roeping van de eerste vier leerlingen, een aantal genezingen en Jezus' eerste optreden in een synagoge aan de orde. De eerste verzen van Marcus vinden hun parallel in Matteüs 3 en Lucas 3.
Marcus is gedetailleerder dan andere evangelisten bij de optekening van woorden (zie bijvoorbeeld Marcus 3:17; 5:41; 7:11, 34; 14:36), plaatsen (zie bijvoorbeeld Marcus 9:35; 2:13; 4:1; 7:31), gebaren (zie bijvoorbeeld Marcus 3:5, 34; 5:32; 9:36; 10:16), personen (zie bijvoorbeeld Marcus 1:29, 36; 3:6, 22.), aantallen (zie bijvoorbeeld Marcus 5:13; 6:7) en tijden (zie bijvoorbeeld Marcus 1:35; 2:1; 4:35).

## Godsdiensthistorische betekenis
Marcus neemt een centrale plaats in de religieuze geschiedenis in omdat het twee overgangen markeert: de overgang van de mondelinge Jezus-traditie naar het schrijven van de evangeliën, en de groei van het christendom van de Joods-Palestijnse wereld naar het hellenistisch-Romeinse culturele gebied. Vóór Marcus bestond de Jezus-traditie vaak in mondelinge vorm, bijvoorbeeld in toespraken, catechese en liturgie, die naast Marcus werden voortgezet en vervolgens als Sondergut zijn weg vonden naar de latere evangeliën. Er bestonden zeker geschreven tradities over Jezus vóór Marcus, de zogeheten perikopen, die slechts één anekdote uit het leven van Jezus bevatten. Bron Q was waarschijnlijk een verzameling van deze perikopen, dus voor zover wij weten was Marcus de eerste die probeerde het leven van Jezus vanaf de doop tot aan de dood aan het kruis in chronologische volgorde weer te geven. Over wat hem daartoe bracht is geen consensus. Argumenten die vaak worden aangevoerd zijn dat de Marcus-gemeenschap te maken had met verschillende valse leraren tegen wie Marcus zijn evangelie als apologetische tekst schreef, of dat hij het christelijk geloof, dat in die tijd aan verandering onderhevig was, schriftelijk wilde vastleggen, vooral in de periode waarin steeds meer leden van de generatie van Jezus' tijdgenoten stierven.
Om de tradities door te geven, creëerde Marcus een nieuw literair genre, dat hij εὐαγγέλιον, "evangelie" noemde. Dit genre drukt ook de verbinding uit tussen het hellenistische en het Semitische cultuurgebied, dat een eerste groot deel van de kerkgeschiedenis bepaalde: Marcus neemt het idee over van de profetenboeken uit het Semitische (Oudtestamentische) cultuurgebied en tegelijkertijd rangschikte hij de gebeurtenissen in de vorm van een chronologische biografie, gebaseerd op de biografieën van de hellenistische heersers. Dit nieuwe genre werd later nagebootst door Lucas, Matteüs, Johannes en verschillende apocriefe auteurs.

## Marcus en antisemitisme
De beschrijving in Marcus hoe het Sanhedrin samenspande om Jezus te doden, is gebruikt om antisemitisme te promoten. Hierbij moet worden opgemerkt dat de consensus is dat dit deel van het evangelie (het proces tegen Jezus voor het Sanhedrin en Pilatus' toegeeflijkheid tegenover de Joden) zijn vorm kreeg om geen problemen te krijgen met de Romeinen. Uit wat bekend is over Pilatus' verdere handelen bij processen en executies, kan met grote waarschijnlijkheid geconcludeerd worden dat het verslag in de evangeliën over Jezus' ondervraging een poging was problemen met de Romeinen te voorkomen: Philo (tijdgenoot van Pilatus) schreef over Pilatus' executies zonder proces en Pilatus werd uiteindelijk uit zijn ambt gezet vanwege grootschalige en slecht doordachte executies. Naar alle waarschijnlijkheid ontving Pilatus Kajafas' aanklacht, liet Jezus geselen en ondervroeg hem kort. Toen de antwoorden niet bevredigend waren, stuurde hij hem naar het kruis zonder er verder over te hoeven nadenken.

## Overige
- Een Marcuspassie is een oratorium op basis van de passie, het lijdensverhaal, van Jezus Christus in het Evangelie volgens Marcus, hoofdstukken 14 en 15.
- San Marco